# Amsinckia eastwoodiae
Amsinckia eastwoodiae är en strävbladig växtart som beskrevs av James Francis Macbride. Amsinckia eastwoodiae ingår i släktet gullörter, och familjen strävbladiga växter. Inga underarter finns listade i Catalogue of Life.